# Refuge de Lessy
Le refuge de Lessy est un refuge de montagne situé en France, dans le département de la Haute-Savoie, en région Auvergne-Rhône-Alpes. Il est situé dans la chaîne du Bargy, dans le hameau de Lessy, au bord du lac du même nom, aux pieds de l'aiguille Verte, du Buclon et du pic de Jallouvre. C'est le seul refuge situé dans la chaîne du Bargy bien que d'autres se trouvent à proximité comme le refuge de Cenise.

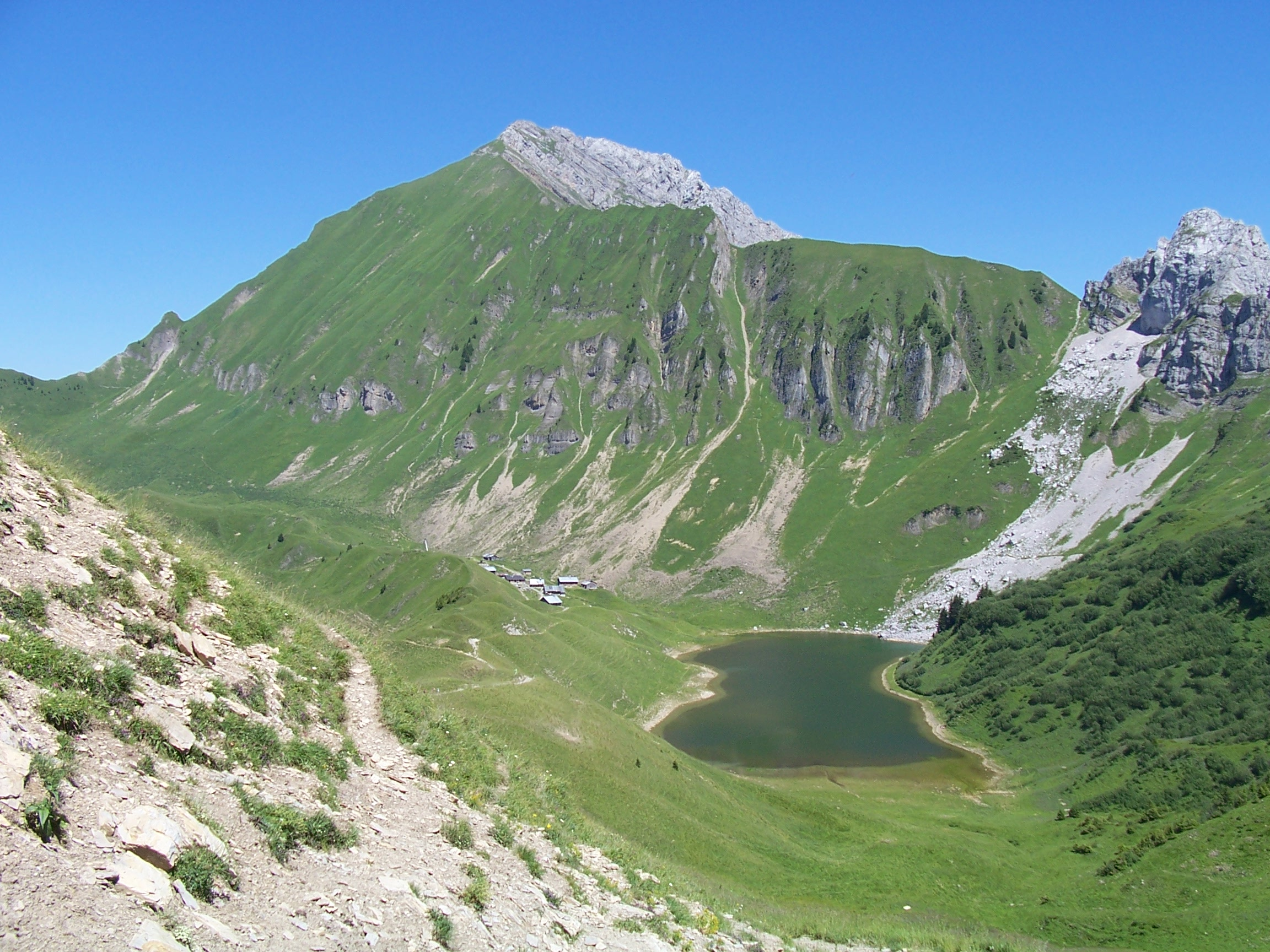
Vue du pic de Jallouvre depuis le col de la Forclaz au sud-ouest dominant le hameau de Lessy et le lac du même nom.

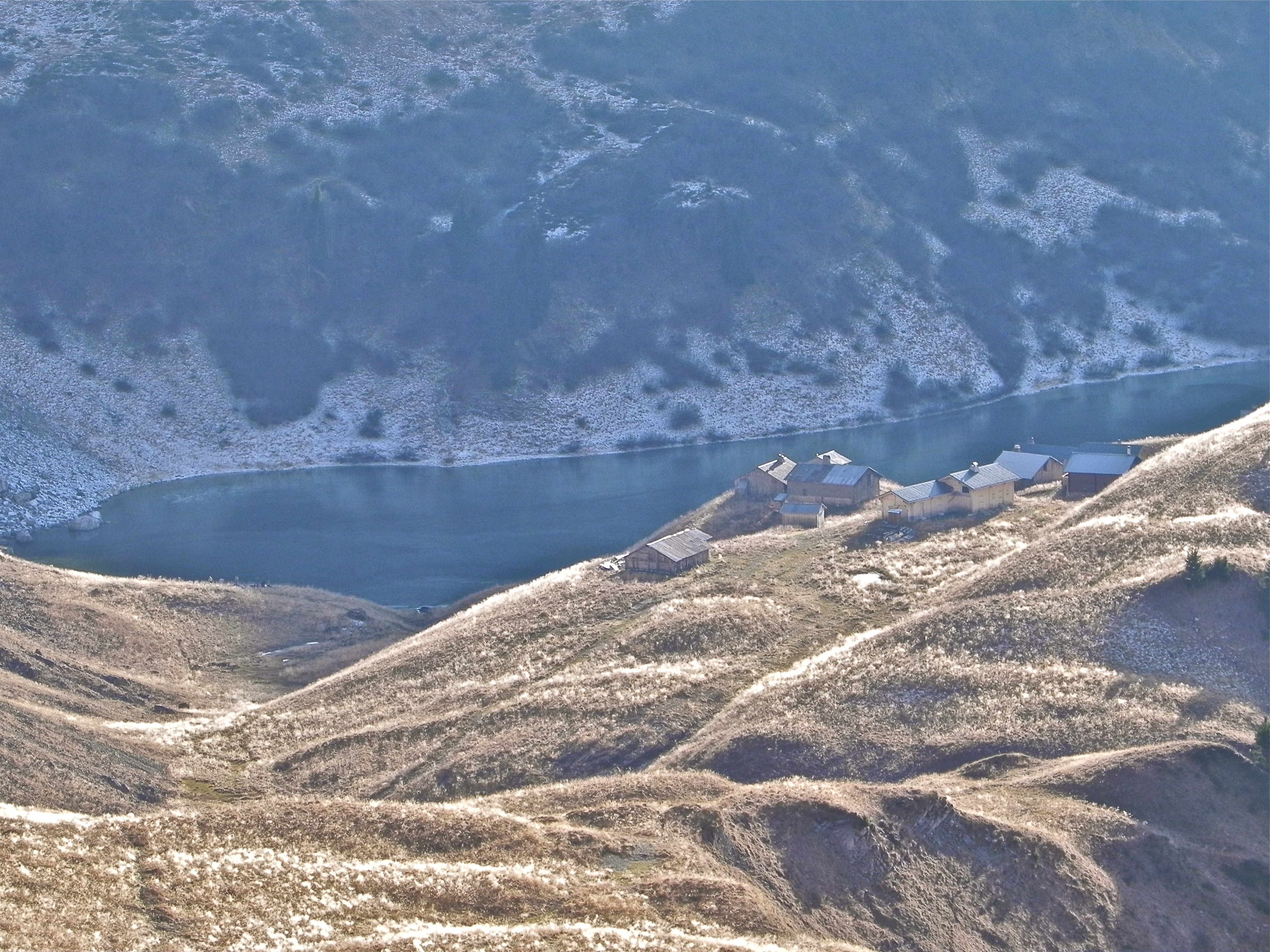
Vue d'une partie du hameau de Lessy avec le refuge au centre des chalets.